# (21785) Méchain
(21785) Méchain – planetoida z pasa głównego asteroid okrążająca Słońce w ciągu 4 lat i 230 dni w średniej odległości 2,78 j.a. Została odkryta 21 września 1999 roku w Obserwatorium Kleť w pobliżu Czeskich Budziejowic przez Miloša Tichego. Nazwa planetoidy pochodzi od Pierre Méchaina (1744–1804), francuskiego astronoma, odkrywcę szeregu obiektów astronomicznych. Przed jej nadaniem planetoida nosiła oznaczenie tymczasowe (21785) 1999 SS2.